# Michel Kriloff
Michel Kriloff, né le 6 novembre 1916 à Pskov en Russie et mort le 28 janvier 2010 à Antibes, est un rosiériste naturalisé français d'origine russe qui œuvra à Antibes. Il a une soixantaine d'obtentions à son actif.

## Biographie
Michel Kriloff naît à Pskov en Russie. Pendant la guerre civile russe, sa famille s'enfuit en Estonie nouvellement indépendante, où il est scolarisé. À cause de la crise économique, la famille émigre à nouveau en 1932, cette fois-ci en France, où Michel Kriloff poursuit des études à l'école d'horticulture de Lyon. Il entre à 18 ans en apprentissage chez Meilland où il se spécialise dans l'hybridation. Sa première obtention, 'Madame Horace de Carbuccia', est mise au commerce par Meilland en 1941 et remporte un succès continu notamment en Espagne jusque dans les années 1970. Entretemps, il est soldat au 39e régiment d'infanterie (où il est titulaire de la médaille militaire) et fait prisonnier en Allemagne en 1940. En 1942, il devient ouvrier à la roseraie de Sangerhausen où il peut poursuivre ses travaux grâce à son directeur, Max Vogel, jusqu'en  avril 1945 à sa libération. Il s'installe à son compte au Cap d'Antibes, se marie en 1952 avec Maryse dont il aura deux filles, Marie-Josée et Laurence. Dès 1960, il participe à ses premières expositions florales. La consécration arrive en 1967 avec l'hybride de thé 'Lara' (du nom de l'héroïne du film Le Docteur Jivago) qui est primée à l'exposition internationale de La Nouvelle-Orléans. En 1975, 'Chamade' reçoit une médaille d'or au concours de Gênes. Dès lors, Kriloff obtient une grande renommée tant en France qu'à l'étranger. L'hybride de thé 'Maréchale Leclerc' d'une couleur rose orangé obtient en 1986 le prix des All-America Rose Selections sous le nom de 'Touch of Class' et, depuis, son succès ne se dément pas aux États-Unis. Dans les quinze dernières années de sa carrière, il est conseiller spécial de l’Association internationale pour l’étude scientifique des roses. Après sa mort, sa collection est vendue à une entreprise de Vintimille en Italie.
Parmi ses autres obtentions, l'on peut distinguer: 'Annie Girardot', 'Chiraz', 'Francine', 'Galahad', 'Harmonie', 'Joëlle', 'Maryse Kriloff' et 'Climbing Maryse Kriloff', 'Maya', 'Persépolis', 'Portofino', 'Résurrection' (dédiée en 1985 aux déportées de Ravensbrück), 'Tabriz', 'Verano'...

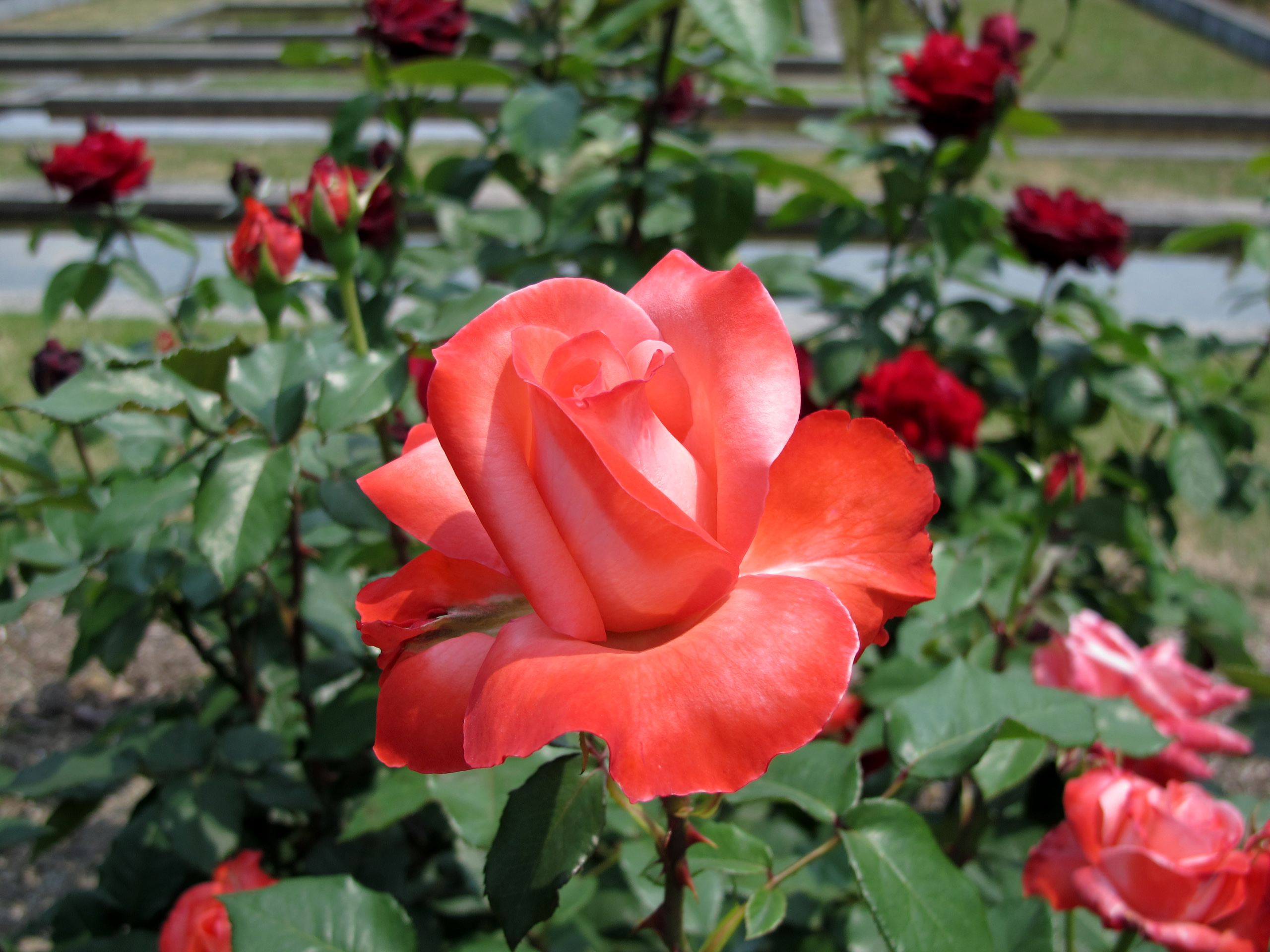
Rose 'Annie Girardot' (1979) au Japon.
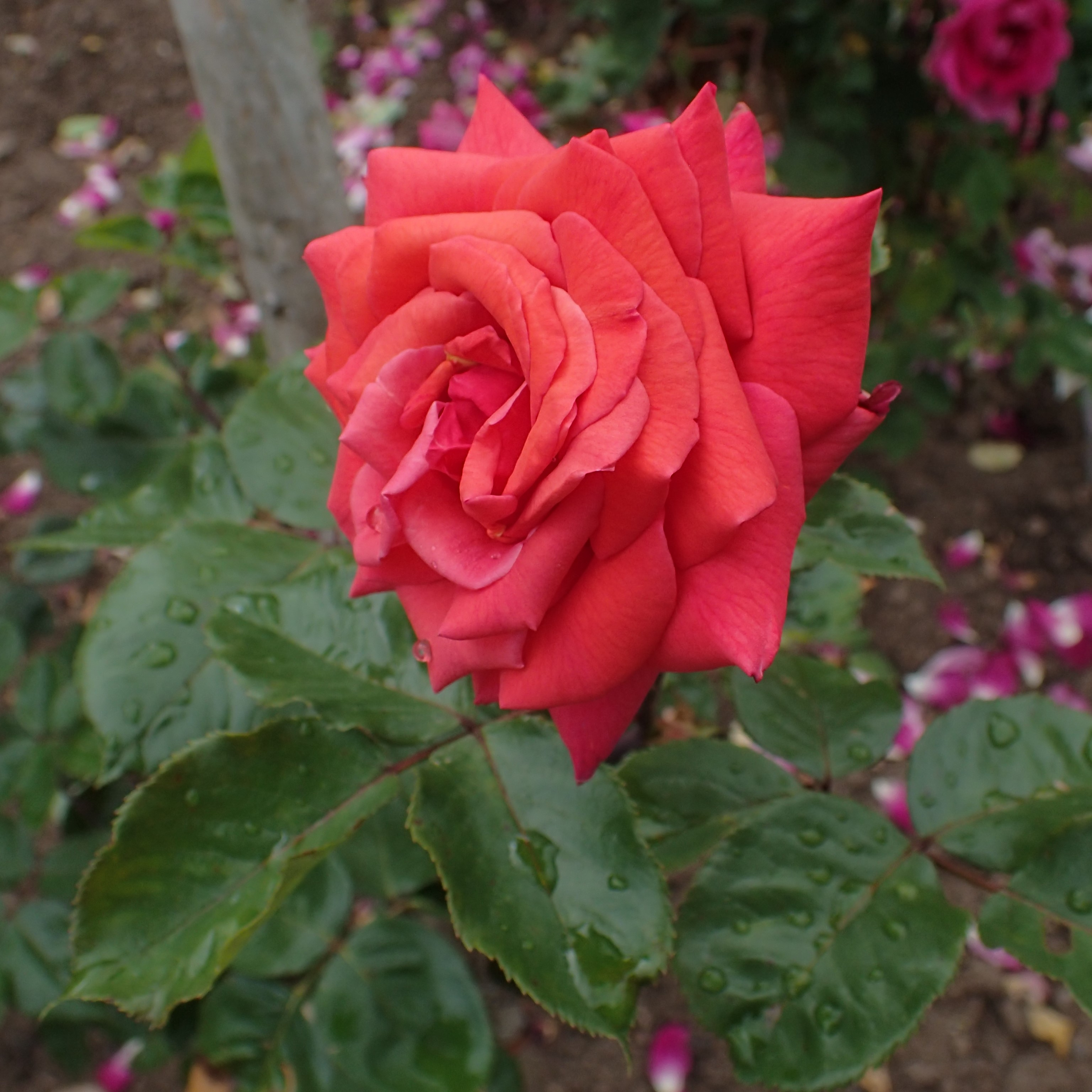
Rose 'Climbing Maryse Kriloff' (1984) à l'Europa-Rosarium.
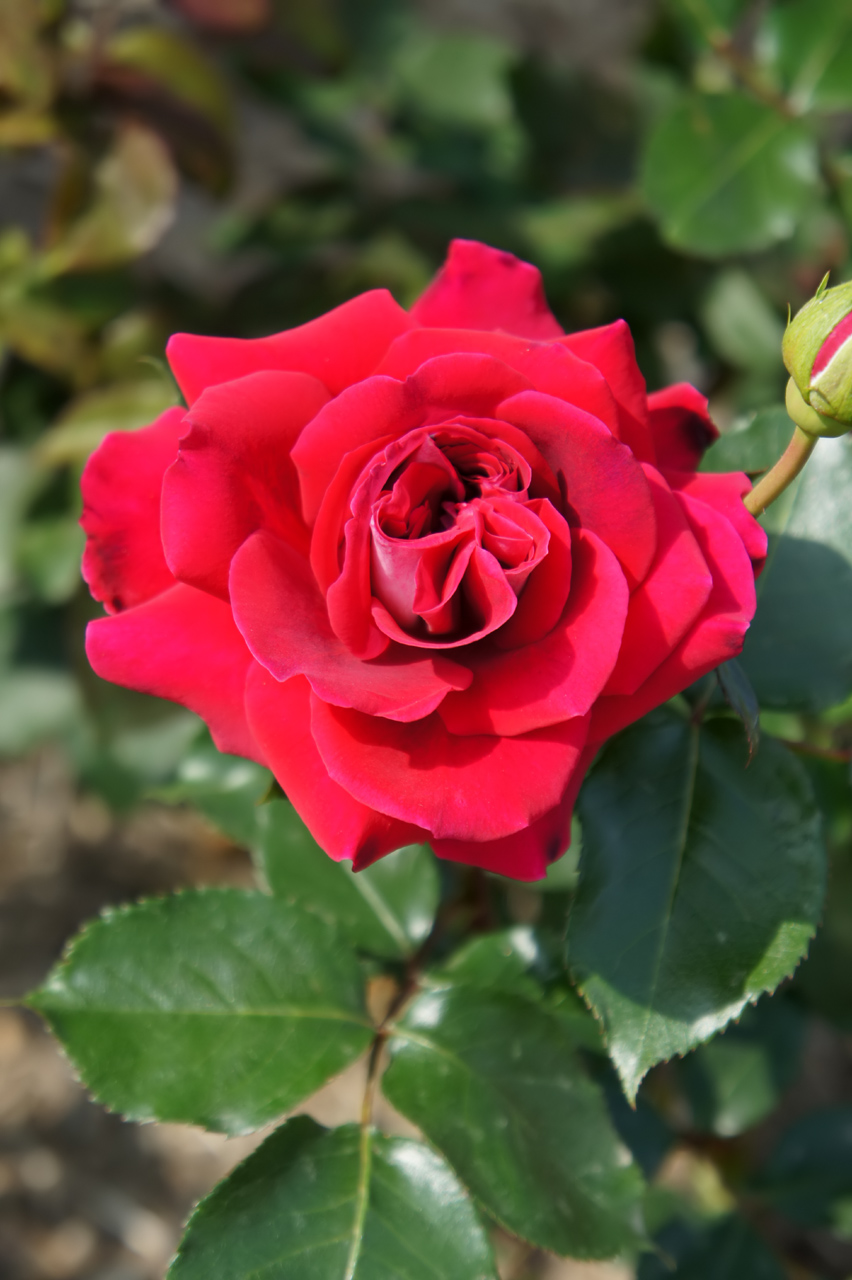
Rose 'Francine' (1961) au Japon.
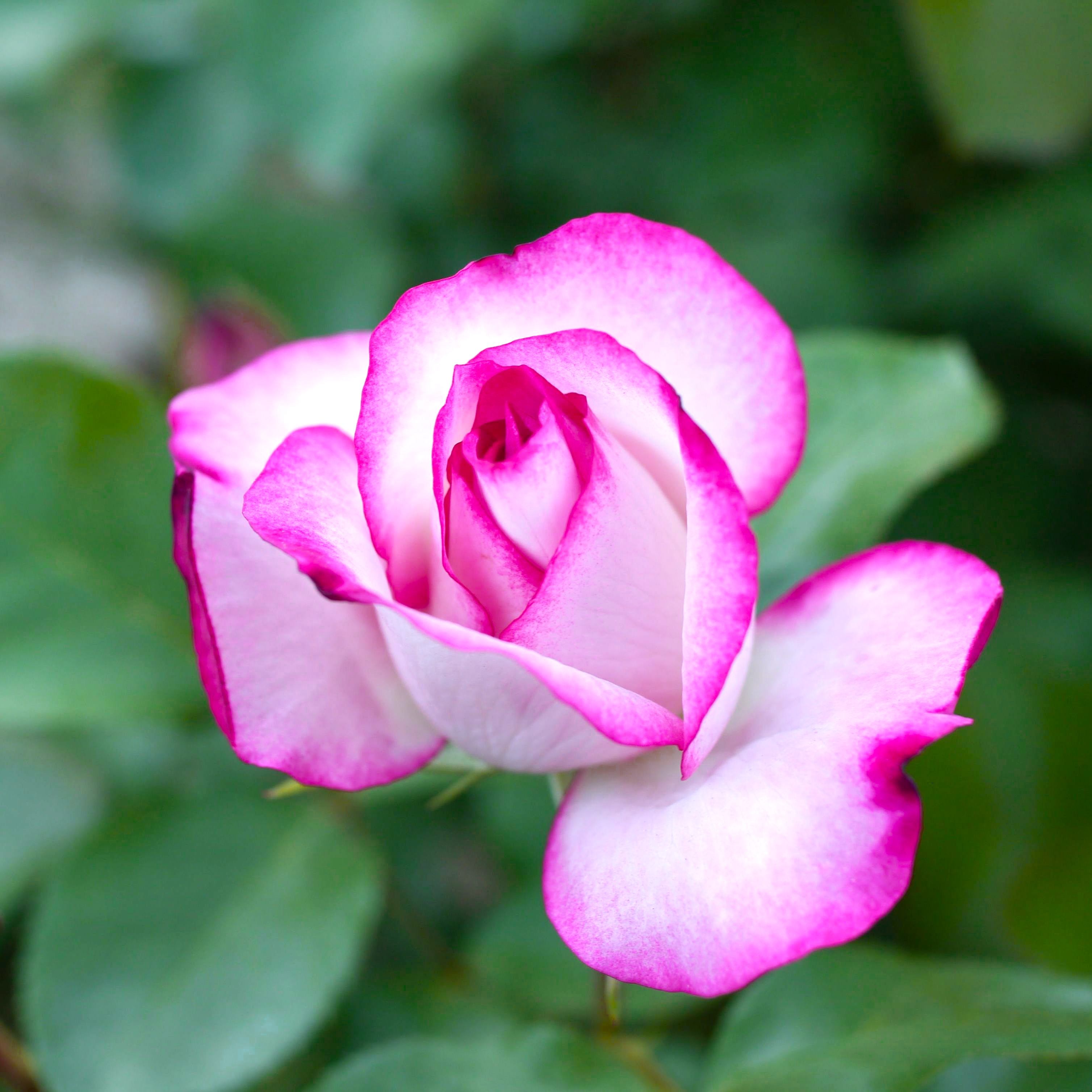
Rose 'Tabriz' (1986) au Japon.